# گیسوکمند (فرنچایز)
گیسوکمند یا ژولیده (به انگلیسی: Tangled) یک فرنچایز چندرسانه‌ای از دیزنی است که تحت فیلم پویانمایی آمریکایی گیسوکمند در سال ۲۰۱۰ آغاز شد، که توسط ناتان گرنو و بایرون هاوارد بر اساس فیلمنامه‌ای از دن فوگلمن و تهیه کنندگی روی کنلی با ترانه‌هایی از آلن منکن و گلن اسلیتر ساخته شد. گلن کین، جان لستر و ایمی اسکریبنر به عنوان تهیه‌کنندگان اجرایی فیلم حضور داشتند. فیلم اصلی بر اساس افسانه آلمانی «راپانزل» در مجموعه داستان‌های عامیانه منتشر شده توسط برادران گریم ساخته شده‌است.
این فرنچایز شامل یک فیلم داستانی، یک بازی ویدیویی، یک دنباله کوتاه، یک موزیکال تئاتری، یک سریال تلویزیونی و یک فیلم تلویزیونی است.

## سینما و تلویزیون

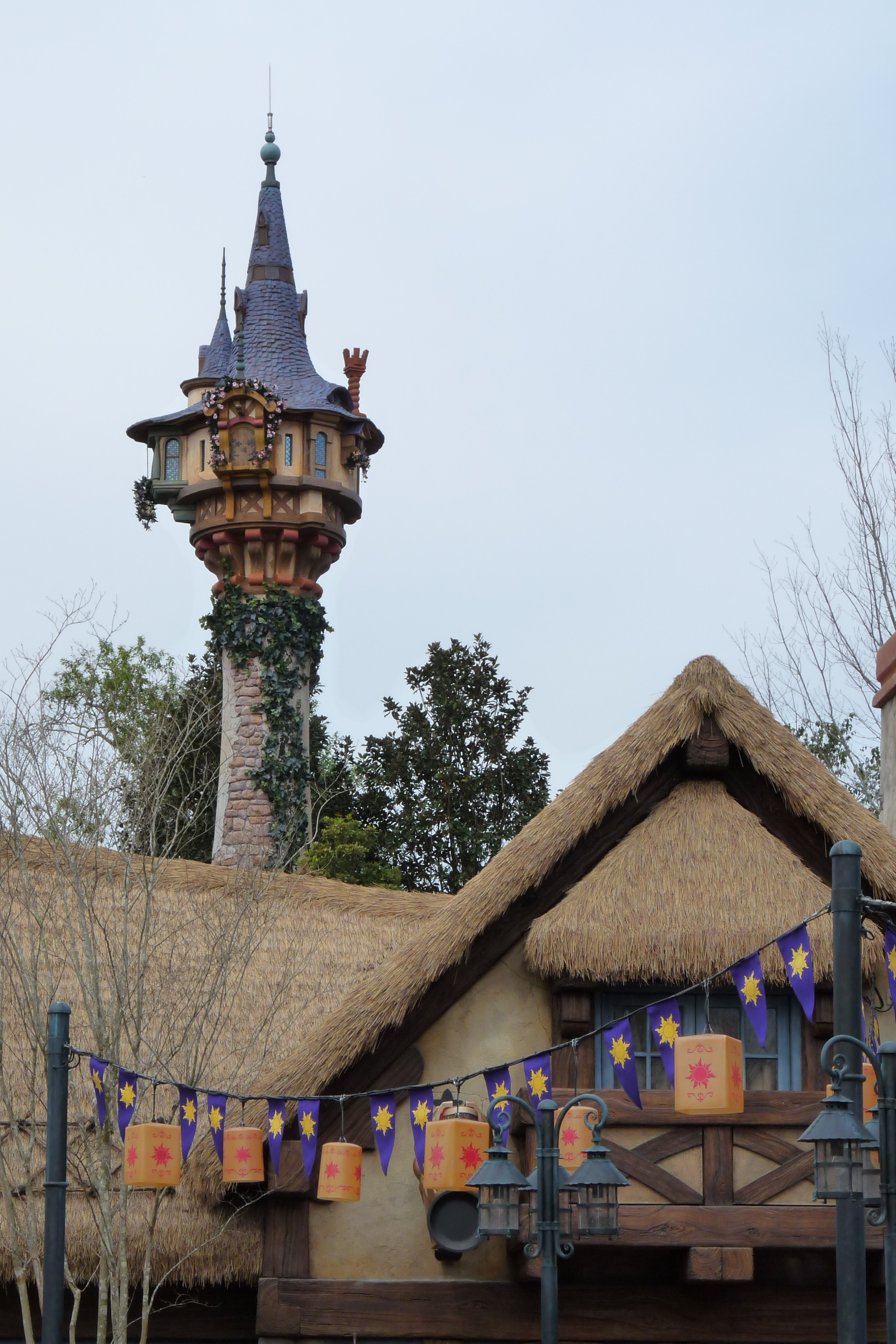
برخی از سازه های پویا نمایی گیسوکمند یا ژولیده

### گیسوکمند (فیلم ۲۰۱۰)
گیسوکمند یک فیلم کمدی ماجراجویی موزیکال پویانمایی سه بعدی رایانه‌ای محصول ۲۰۱۰ است که توسط استودیو انیمیشن والت دیزنی تولید و توسط والت دیزنی پیکچرز منتشر شده‌است. این فیلم بر پایهٔ «راپانزل» یک افسانه آلمانی از مجموعه داستان‌های عامیانه از برادران گریم ساخته شده‌است و پنجاهمین فیلم بلند پویانمایی دیزنی است. در این فیلم مندی مور، زکری لی‌وای و دونا مورفی حضور دارند. راپانزل برای اولین بار در این فیلم به عنوان شاهدخت گمشده و جوانی با موهای بلوند بلند جادویی ظاهر می‌شود، که مشتاق ترک برج خلوت خود است. برخلاف میل مادر قلابی‌اش، او کمک یک دزد را می‌پذیرد تا او را به دنیایی که هرگز ندیده‌است، ببرد.

### گیسوکمند تا ابد (فیلم کوتاه ۲۰۱۲)
گیسوکمند تا ابد یک فیلم کوتاه پویانمایی رایانه‌ای سه بعدی محصول سال ۲۰۱۲ به نویسندگی و کارگردانی ناتان گرنو و بایرون هاوارد است. این فیلم دنباله‌ای بر فیلم گیسوکمند است و در ۱۳ ژانویه ۲۰۱۲ پیش از اکران مجدد سه‌بعدی دیو و دلبر در سینماها و در کانال دیزنی و پس از نمایش شاهدخت و قورباغه در ۲۳ مارس ۲۰۱۲ نمایش داده شد. داستان فیلم تقریباً ۲ سال پس از وقایع گیسوکمند آغاز می‌شود.

### گیسوکمند: پیش از تا ابد (تله‌فیلم ۲۰۱۷)
گیسوکمند: پیش از تا ابد یک تله‌فیلم پویانمایی دوبعدی موزیکال فانتزی محصول سال ۲۰۱۷ است که توسط انیمیشن تلویزیونی دیزنی تولید شده‌است و برای اولین بار در کانال دیزنی به عنوان یک فیلم اصلی کانال دیزنی به نمایش درآمد. داستان فیلم بین فیلم اصلی گیسوکمند و فیلم کوتاه گیسوکمند تا ابد اتفاق می‌افتد. این فیلم حول تطبیق‌های راپانزل با زندگی به عنوان یک شاهدخت و بازگشت مرموز موهای طلایی و جادویی ۲۱ متری او می‌باشد.

### ماجراجویی راپانزل گیسوکمند (مجموعهٔ تلویزیونی ۲۰۱۷–۲۰۲۰)
یک مجموعهٔ تلویزیونی بر اساس فیلم اصلی با عنوان ماجراجویی راپانزل گیسوکمند توسط کریس سوننبرگ و شین پریگمور ساخته و توسط انیمیشن تلویزیونی دیزنی تولید شده‌است. این فیلم برای اولین بار در کانال دیزنی به عنوان یک فیلم اصلی کانال دیزنی با عنوان گیسوکمند: پیش از تا ابد در ۱۰ مارس ۲۰۱۷ به نمایش درآمد. قسمت‌های معمولی آن در ۲۴ مارس ۲۰۱۷ به نمایش درآمدند. این مجموعه دارای صدای بازگشتی مندی مور و زکری لی‌وای در کنار ایدن اسپینسا، کلنسی براون، جولی بوون، جیمز مونرو ایگلهارت، جف راس، پل اف. تامپکینز و جرمی جردن است.

## موزیکال
یک اقتباس موزیکال صحنه ای از این فیلم در ۱۱ نوامبر ۲۰۱۵ روی کشتی دزنی مجیک از دیزنی کروز لاین به نمایش درآمد که شامل سه ترانهٔ جدید منکن و اسلیتر بود. مدت زمان نمایش یک ساعت و چهل دقیقه کوتاهتر از فیلم است. ترانه‌های جدید «گل طلایی» (دربارهٔ گل مورد نظر در فیلم) و «مرد تحت تعقیب» (داستان یوجین) و «وقتی او برمی‌گردد» در طول جشنواره معرفی شدند.

## بازی‌های ویدیویی
یک بازی ویدئویی بر اساس فیلم در تاریخ ۲۳ نوامبر سال ۲۰۱۰ برای پلت‌فرم‌های نینتندو، نینتندو دی‌اس، وی و رایانه شخصی توسط استودیو دیزنی اینتراکتیو منتشر شد.
شکل راپانزل برای سری بازی‌های ویدیویی دیزنی اینفینیتی آماده و با هر سه نسخه سازگار است.
دنیایی مبتنی بر گیسوکمند، «پادشاهی کورونا» اولین بار در سری کینگدم هارتس در بازی کینگدم هارتس ۳ ظاهر شد.

## اسپین‌آف لغوشده
اندکی پس از پایان سریال ماجراجویی راپانزل گیسوکمند، کیتلین ریتر، هنرمند استوری‌بورد این مجموعه، فاش کرد که او و آنا لنسیونی ایده‌ای برای یک اسپین‌آف با تمرکز بر واریان با عنوان واریان و هفت پادشاهی ارائه کرده‌اند. در این سریال، واریان متوجه شد که مادرش، اولا، یک کیمیاگر است و پس از کشف سالنامه او، برای جستجوی او راهی سفر می‌شود. او با سه قهرمان جوان دیگر به نام‌های پرنسس نورو، یونگ و هوگو همکاری می‌کند تا هفت مرحله کیمیاگری دگرگونی را بیاموزد و برای هر کدام یک توتم جمع‌آوری کند تا با مادرش متحد شود و در عین حال از شریک سابقش دونلا که توتم‌ها را برای خودش می‌خواهد طفره می‌رود. واریان همچنین با پسرعموهای گمشده خود که در شیفتگی‌های علمی او سهیم بودند، روبرو می‌شد. داستان‌ها حول محور این بود که هوگو یک مأمور استخدامی دونلا بود که بعداً او را مورد آزار قرار می‌دهد و اولا نشان می‌دهد که شرور سریال است و واریان تلاش می‌کند تا بر اساس تجربه شخصی خود او را به نفع خود تغییر دهد. به گفته ریتر، در حالی که دیزنی مشتاق این پروژه بود و حتی مورد حمایت و تشویق قرار گرفت، اما در نهایت به این نتیجه رسیدند که احساس می‌کردند سریالی که بر روی یک شخصیت مرتبط با راپانزل بدون او تمرکز می‌کند، خطرناک خواهد بود. دیزنی حتی پیشنهاد داد واریان را به یک شخصیت کاملاً اصلی تغییر دهد تا یک برند اصلی باشد، اما ریتر و لنسیونی نپذیرفتند.

## بازیگران و شخصیت‌ها
| شخصیت‌ها              | فیلم                   | فیلم کوتاه      | فیلم تلویزیونی          | مجموعهٔ تلویزیونی           | مجموعهٔ تلویزیونی           | مجموعهٔ تلویزیونی           |
| شخصیت‌ها              | گیسوکمند               | گیسوکمند تا ابد | گیسوکمند: پیش از تا ابد | ماجراجویی راپانزل گیسوکمند | ماجراجویی راپانزل گیسوکمند | ماجراجویی راپانزل گیسوکمند |
| شخصیت‌ها              | گیسوکمند               | گیسوکمند تا ابد | گیسوکمند: پیش از تا ابد | فصل ۱                      | فصل ۲                      | فصل ۳                      |
| -------------------- | ---------------------- | --------------- | ----------------------- | -------------------------- | -------------------------- | -------------------------- |
| راپانزل              | مندی مور               | مندی مور        | مندی مور                | مندی مور                   | مندی مور                   | مندی مور                   |
| راپانزل              | دیلینی رز استین (جوان) | مندی مور        | مندی مور                | آیوی جرج (جوان)            | مندی مور                   | مندی مور                   |
| یوجین فیتزربرت       | زکری لی‌وای             | زکری لی‌وای      | زکری لی‌وای              | زکری لی‌وای                 | زکری لی‌وای                 | زکری لی‌وای                 |
| یوجین فیتزربرت       | زکری لی‌وای             | زکری لی‌وای      | زکری لی‌وای              | زکری لی‌وای                 | زکری لی‌وای                 | شان جیامبرونی(نوجوان)      |
| پاسکال               | فرانک ولکر             | فرانک ولکر      | دی بردلی بیکر           | دی بردلی بیکر              | دی بردلی بیکر              | دی بردلی بیکر              |
| ماکسیموس             | فرانک ولکر             | ناتان گرنو      | دی بردلی بیکر           | دی بردلی بیکر              | دی بردلی بیکر              | دی بردلی بیکر              |
| مادر گاتل            | دونا مورفی             |                 | عکاس                    | دونا مورفی                 | دونا مورفی                 | دونا مورفی                 |
| سایدبرنز استابینگتون | ران پرلمن              | ناتان گرنو      |                         | ران پرلمن                  | ران پرلمن                  | ران پرلمن                  |
| سایدبرنز استابینگتون | ران پرلمن              | ناتان گرنو      | برایان هال(جوان)        | ران پرلمن                  | ران پرلمن                  |                            |
| پچی استابینگتون      | ران پرلمن              | ناتان گرنو      | ران پرلمن               | ران پرلمن                  | ران پرلمن                  |                            |
| کاپیتان گارد         | ام.سی. گینی            |                 | ام‌سی گینی               | ام‌سی گینی                  |                            | ام‌سی گینی                  |
| ملکه آریانا          | بی صدا                 | کاری والگرن     | جولی بوون               | جولی بوون                  | جولی بوون                  | جولی بوون                  |
| پادشاه فردریک        | بی صدا                 | بی صدا          | کلنسی براون             | کلنسی براون                | کلنسی براون                | کلنسی براون                |
| کاساندرا             |                        |                 | ایدن اسپینسا            | ایدن اسپینسا               | ایدن اسپینسا               | ایدن اسپینسا               |